# Digital blackface
Digital blackface is in de Verenigde Staten een benaming die gebruikt wordt voor de praktijk waarbij een blank persoon een internetmeme of image macro gebruikt voor zelfexpressie, met een afbeelding van iemand met een donkere huidskleur.
Volgens de tegenstanders van de praktijk zouden blanken dergelijke afbeeldingen niet mogen gebruiken, omdat deze negatieve stereotypen van mensen met een donkere huidskleur benadrukken, zoals agressie, luidruchtigheid en brutaliteit. In 2006 werd de term bedacht door Joshua L. Green in zijn masterscriptie.